# 산티아고 산타마리아
산티아고 "쿠쿠루초" 산타마리아(스페인어: Santiago "Cucurucho" Santamaría; 1952년 8월 22일, 부에노스 아이레스 주 산 니콜라스 데 로스 아로요스 ~ 2013년 7월 27일, 코르도바 주 코르도바)는 아르헨티나의 전 프로 축구 선수로, 현역 시절 주로 측면 미드필더로 활약했다.

## 선수 경력
현역 시절, 그는 뉴얼스 올드 보이스(1971–74, 1980–83), 랭스(1974–1979), 그리고 타예레스(1984)에서 활약했다. 그는 아르헨티나 국가대표팀 일원으로 1982년 월드컵에 참가하기도 했다. 뉴얼스 올드 보이스에서, 산타마리아는 구단 역대 최다 득점 2위에 올라 있으며, 그는 두 차례 구단에 합류해 총 90번의 골을 기록했다.
은퇴 후, 그는 코르도바 주에 정착해 2013년 7월 27일에 심근경색으로 영면하기 전까지 살았다.

## 업적
1978년 4월, 산타마리아는 2020년 10월에 불라유 디아가 해트트릭을 기록하기 전까지 랭스에서 해트트릭을 기록한 마지막 선수로 이름을 기록했었다.

## 수상
뉴얼스 올드 보이스
- 아르헨티나 프리메라 디비시온: 1974 전국

랭스
- 쿠프 드 프랑스 준우승: 1976-77
- 코파 델레 알피: 1977